# Vale do Minho
Vale do Minho – pomocnicza jednostka administracji samorządowej. W skład zespołu wchodzi 5 gmin (posortowane według liczby mieszkańców): Monção, Valença, Melgaço, Paredes de Coura oraz Vila Nova de Cerveira. W roku 2001 populacja zespołu wynosiła 62 373 mieszkańców.